# Johannesschule Meppen
Die Johannesschule Meppen ist eine Oberschule in der emsländischen Kreisstadt Meppen. Derzeit besuchen etwa 750 Schüler diese Schule, davon unterrichten 50 Lehrkräfte die Schüler.
Die Schule ist am Nagelshof in der Altstadt von Meppen gelegen. Sie besitzt eine eigene Aula. Die Schule steht in Trägerschaft der Schulstiftung im Bistum Osnabrück. Das Leitbild der Johannesschule Meppen ist Papst Johannes XXIII.

## Geschichte
Am 2. August 1976 wurde die damalige Altstadtschule im Stadtzentrum Meppen eine Freie katholische Schule in Trägerschaft des Bistums Osnabrück. Von Anfang an wurde sie als Haupt- und Realschule geführt.
Mit dem Schuljahr 1976/77 kam die Orientierungsstufe hinzu. Zunächst war die Johannesschule Meppen in den Gebäuden der ehemaligen Altstadtschule und im angrenzenden Konvikt untergebracht. 1983 bezog die Johannesschule ihren heutigen Standort am Nagelshof, nachdem das dort beheimatete Lyzeum mit dem Maristengymnasium zum heutigen Gymnasium Marianum zusammengelegt worden war.
Die Johannesschule Meppen ist als staatlich anerkannte Ersatzschule und Anmeldeschule für alle Schülerinnen und Schüler aus der Stadt Meppen und weiteren umliegenden Orten. In den nunmehr 32 Jahren ihres Bestehens hat sich die Schule zu einer Haupt- und Realschule entwickelt, die in der Bevölkerung sehr anerkannt wurde. Seit 2012 ist die Johannesschule eine Oberschule in Trägerschaft der Schulstiftung des Bistums Osnabrück.

## Partnerschaften
Die Johannesschule Meppen unterhält Partnerschaften mit Schulen in den Niederlanden. Hervorzuheben wäre so unter anderem der Schüleraustausch im März 2019 mit der Ubbo-Emmius-Schule in Stadskanaal.
Zudem arbeitet die Johannesschule mit Marktkauf zusammen.

## Leitbild
Als katholische Schule orientiert sich ihre Pädagogik am christlichen Menschenbild. Sie sagt nämlich, dass der Mensch als Geschöpf Gottes Mitgestalter der Welt ist und deshalb verantwortlich für das eigene Leben, das seiner Mitmenschen und für die Schöpfung.
Der Namenspatron der Johannesschule, Papst Johannes XXIII., fügt hinzu, dass die Menschen nicht auf der Erde sind, um ein Museum zu hüten, sondern um einen Garten zu pflegen, der voller blühendem Leben strotzt und eine schöne Zukunft bestimmt.
In diesem Sinne ist die Johannesschule bestrebt, ein Garten voller Leben zu sein.
Aus der Verknüpfung dieser beiden Grundgedanken- verantwortliche Mitgestaltung der Welt und Pflege des Gartens voller Lebens- ergibt sich als zentraler Bildungsauftrag der Schule das Leitziel: Vermittlung von Lebenswissen.
Lebenswissen meint hier Wissen, Kenntnisse, Fähigkeiten und Fertigkeiten, die dem Leben dienen.
Die Schülerinnen und Schüler lernen, aus der Fülle heutigen und zukünftigen Wissens dasjenige auszuwählen und sich anzueignen, das ihnen hilft, ihr Leben in Selbstständigkeit und Achtung vor ihren Mitmenschen und vor Gott zu meistern. Deshalb erfordert das Leitbild die Vermittlung von Kompetenzen, zu denen auch Haltung, Einstellung und Bereitschaften gehören, um wechselnde Lern- und Lebenssituationen individuell bewältigen zu können.
Diesen Zusammenhang gilt es im Hintergrund auf die Schul- und Unterrichtsgestaltung an der Johannesschule zu veranschaulichen.